# グリセロリシス

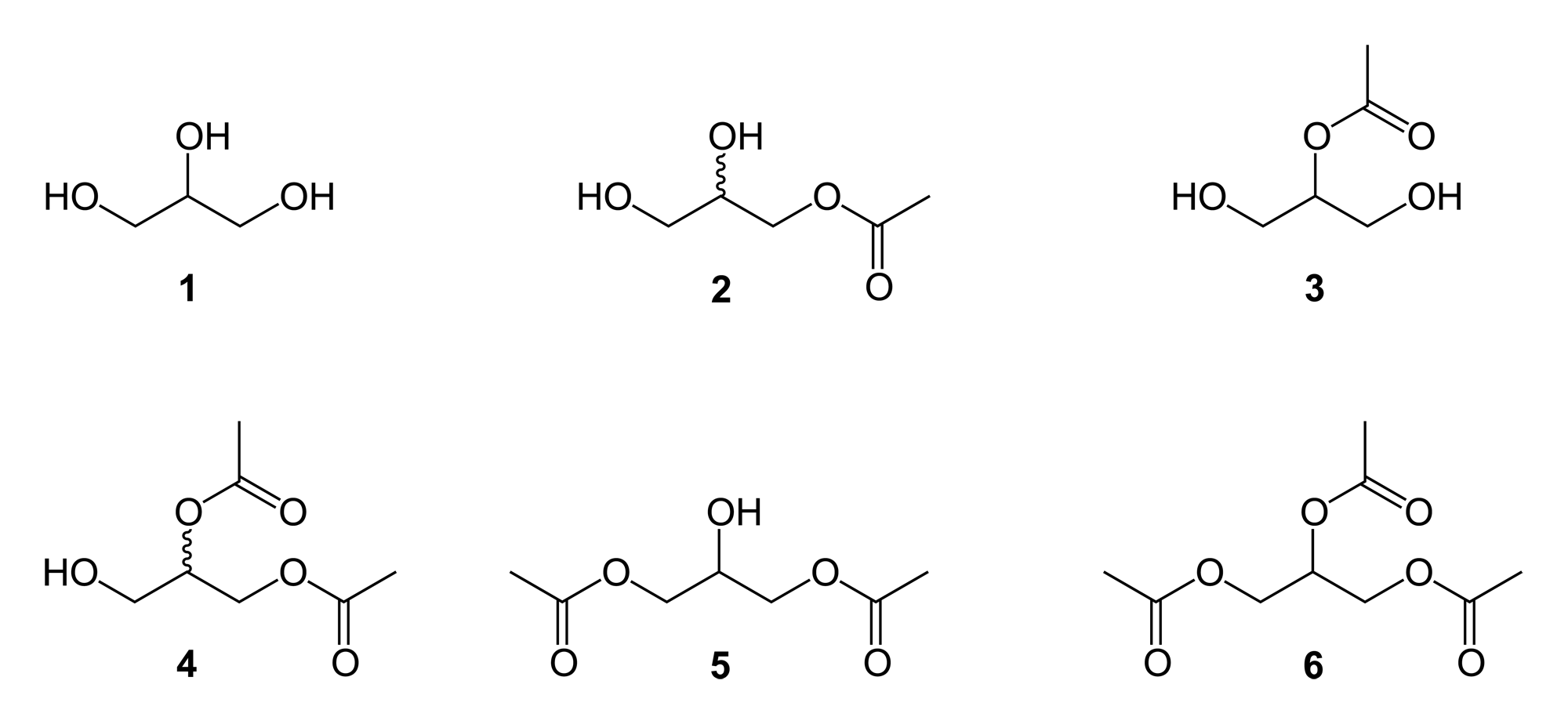
グリセロール(1)とグリセロールの酢酸エステルの全ての形(2-6)

グライコリシス(Glycolysis)と混同しないこと。
グリセロリシスまたはグリセロール分解(Glycerolysis)は、グリセロールとの化学反応を通じ、化学結合が壊れる過程である。ほとんどの場合、グリセロールとトリアシルグリセロール（脂肪、油脂、TAG）のエステル交換反応により、モノグリセリド（グリセリン脂肪酸エステル、MAG）とジグリセリド（ジアシルグリセロール、DAG）の混合物を形成する反応を指す。食品の乳化剤（例：E471）や低脂肪の食用油（例：ジアシルグリセロール油）、界面活性剤（例：モノラウリン）等、様々な用途がある。
エステル交換反応により、生成物の複雑な混合物が得られるが、これらの全てが等しく利用されるわけではない。そのため、特に酵素の利用、超臨界二酸化炭素中での反応、フローケミストリーに依る方法等、望みの化合物を得るための適した方法の開発が行われた。DAGの製造は、食品への利用の目的で熱心に研究され、1990年代後半に導入されてから2009年までの日本での合計年間売上は、約2億ドルにもなる。

## 油脂のグリセロリシス
油脂のグリセロリシスはグリセリン脂肪酸エステルの一種である高級脂肪酸モノグリセリド（MAG）の工業的生産で実施されている。MAGの工業的生産では、無機アルカリを触媒として、220 - 250℃の高温・高圧で窒素気流中で天然油脂とグリセロールを反応させる。このプロセスはエネルギーを多量に使用し、粗生成物が品質が悪く、収量が低い（<50%）。高温での反応故に、黒褐色で焦げ臭がするので、反応生成物を蒸留（分子蒸留器や薄膜蒸留器等が使用される）してMAGを分取・精製する。それ故、蒸留モノグリと呼ばれている。油脂の化学的グリセロリシスについては1958年に単行本が出版されている。また、1982年に総説が発表されている（出典1を参照のこと）。
化学的グリセロリシスとは対照的に、リパーゼという酵素を触媒として使用した、油脂のグリセロリシス反応は大気圧下・空気中で常温近く（5-65℃）で実施される。それ故、着色や焦げ臭はないが、しかし化学的グリセロリス反応と比べると長時間かかる（2－3日）。
リパーゼを触媒とする油脂のグリセロリシス反応は1986年に初めて発表され、それに続いて同じグループより一連の研究発表がある。固定化リパーゼを触媒として使用して、常温以下で微水系かつ無溶媒系での天然油脂のグリセロリシス反応によって、MAG含量が85%以上の生成物（バイオモノグリとでも呼ぶべきもの）がそのまま精製せずとも得られているが（出典12を参照のこと）、未だ実用化されていない。その後、最近まで、酵素法による油脂のグリセロリシスに関しては多数の研究が発表されている。

多くの研究者は、遊離もしくは固定化リパーゼを触媒とした食用油脂のグリセロリス反応によってMAGやDAGを生産することを目指した。しかし、この反応混合物から固定化リパーゼ粒子を遠心分離した後の反応生成物（MAGとDAGと未反応TAGの混合物）そのものが、飽和油脂や水素化油脂を加えずに（従って脂肪酸組成は元の油脂のそれと変わらないし、トランス脂肪酸は全く含まれない）、マーガリンとして利用できることが発表された（glyserolysis structured oilsと命名されている）。